# 진상봉
진상봉(1965년 4월 6일 ~)은 대한민국의 전 야구 선수로, 현재 SSG 랜더스의 스카우트팀 소속이다.

## 개요
1987년 OB의 지명을 받았으나 OB의 지명권 포기 후 상무에서 있다가 1990년 빙그레의 지명을 받아 입단했다. 입단 후 주로 백업으로 뛰었으며 1993년에는 주전으로 도약해 우수한 성적을 남기기도 했다. 이후 1996 시즌을 앞두고 쌍방울 레이더스로 트레이드 되어 쌍방울에서 커리어를 마치게 되었다. 이후 쌍방울, SK를 거쳐 현재 SSG에서 스카우터로 일하고 있다.

## 출신 학교
- 마산고등학교
- 경성대학교

## 같이 보기
- 빙그레 이글스 연도별 선수 명단